# Jorge Muñiz
Jorge Alberto Muñiz Gardner (* 1. Mai 1960 in Guadalajara), bekannt als Jorge Muñiz bzw. Coque Muñiz, ist ein mexikanischer Schauspieler, Sänger und Moderator.

## Leben und Wirken
Der Sohn des Sängers Marco Antonio Muñiz sang als Kind im Chor von Armando Manzanero. Er studierte Kommunikationswissenschaft und besuchte Kurse und Workshops am Centro de Educación Artística de Televisa. Im Alter von 18 Jahren begann er seine Laufbahn als Moderator der Sendung Alegrías de Mediodía. Ab 2003 moderierte er mit Talina Fernández die Sendung Nuestra Casa bei Canal 4TV (ab 2006 bei Canal de las Estrellas). Anfang 2004 wirkte er an dem Programm La escuelita VIP, einer Produktion von Jorge Ortiz de Pinedo, mit. 2007 übernahm er mit Raquel Bigorra und Andrea García die Moderation der Sendung TV de noche.
Als Schauspieler debütierte Muñiz nach einigen kleinen Rollen 2013 in Emilio Larrosas Fernsehserie Libre pra amarte, in der er einen Taxifahrer spielte. Als Sänger hatte er Hits wie La Otra Parte de Ti, Casa Siempre Estoy Pensando en Ti, Amigo und No Prometas Lo Que No Será. Sein erfolgreichstes Album war Serenata (2008, u. a. mit Ana Cirré, Manuel Mijares, Ana Velasco und seinem Vater Marco Antonio Muñiz).

## Diskografie
Alben

| Jahr | Titel                               | Höchstplatzierung, Gesamtwochen, AuszeichnungChartsChartplatzierungen (Jahr, Titel, Platzierungen, Wochen, Auszeichnungen, Anmerkungen) | Anmerkungen                                           |
| Jahr | Titel                               | MX | Anmerkungen                                           |
| ---- | ----------------------------------- | --- | ----------------------------------------------------- |
| 2008 | Serenata                            | MX7 (39 Wo.)MX | Erstveröffentlichung: 2008                            |
| 2009 | Serenata Vol. 2                     | MX3 (24 Wo.)MX | Erstveröffentlichung: 17. April 2009                  |
| 2010 | Serenata Vol. 3                     | MX16 (18 Wo.)MX | Erstveröffentlichung: 23. April 2010                  |
| 2013 | 30 Años De Serenatas En Vivo        | MX4 (26 Wo.)MX | Erstveröffentlichung: 7. Mai 2013                     |
| 2015 | El Tiempo Es Oro:Siempre Románticos | MX11 (31 Wo.)MX | Erstveröffentlichung: 24. März 2015 mit Carlos Cuevas |
| 2015 | Azulejos                            | MX2 (64 Wo.)MX | Erstveröffentlichung: 10. Juli 2015                   |
| 2016 | Azulejos 2                          | MX3 Gold · (45 Wo.)MX | Erstveröffentlichung: 14. Oktober 2016                |
| 2018 | Con La Gente Que Me Gusta           | MX2 (34 Wo.)MX | Erstveröffentlichung: 7. September 2018               |